# U.S. Route 277
La U.S. Route 277 (US 277) est une US Route auxiliaire de la US 77 se trouvant au Texas et en Oklahoma. Elle ne rencontre pas sa route-mère, mais rencontre une autre route auxiliaire de la US 77, la US 377. Elle parcourt 633 miles (1 019 km) entre la US 83 à Carrizo Springs, Texas, au sud, et l'I-44 / US 62 à Newcastle, Oklahoma, au nord. La majeure partie du tracé de la US 277 est en multiplex avec une autre US Route ou avec une autoroute inter-état.

## Description du tracé

### Texas
La route débute à une intersection avec la US 83 à Carrizo Springs, environ 60 miles (96 km) au nord-ouest de Laredo. La route se dirige vers l'ouest jusqu'à Eagle Pass. Entre Eagle Pass et Del Rio, la route longe le Rio Grande à la frontière mexicano-américaine. Elle forme un multiplex avec la US 377 sur environ 26 miles (42 km). La route continue vers le nord et croise l'I-10 près de Sonora, avant de se diriger vers Eldorado et éventuellement San Angelo. La route forme un multiplex avec la US 67 et la US 87 dans la ville. Elle continue vers le nord et le nord-est et atteint Abilene où elle forme un multiplex avec la US 83 et la US 84. Le multiplex avec la US 84 prend fin rapidement et celui avec la US 83 se termine à Anson. La US 277 continue vers le nord-est en passant par Stamford, Haskell, Munday et Seymour. Là, la US 82 rejoint la US 277 en multiplex lequel les mène jusqu'à Wichita Falls. La US 277 y rejoint la US 281 / US 287 et les trois routes traversent le centre-ville, où l'I-44 débute. Les trois routes rejoignent l'autoroute et la US 287 quitte le multiplex au nord de la ville. L'I-44 / US 277 / US 281 se rend jusqu'à Burkburnett, juste avant de traverser la frontière de l'Oklahoma marquée par la Rivière Rouge.

### Oklahoma
La US 277 et la US 281 entrent en Oklahoma en multiplex avec l'I-44. Six miles (10 km) plus au nord, les US Routes quittent l'autoroute avant que celle-ci ne devienne une autoroute à péage, la H.E. Bailey Turnpike. Elles forment un multiplex vers l'est avec la US 70, jusqu'à Randlett. Dans le village, la US 277 / US 281 bifurque vers le nord jusqu'à Cookietown. Au nord de la ville, la route bifurque vers l'est jusqu'à l'ouest de Walters, où elle longe l'I-44. Près de Geronimo, la US 277 / US 281 rejoint l'I-44 pour contourner Lawton. Elle s'en sépare, avec la US 62 plus au nord. La US 277 se sépare ensuite de la US 62 / US 281 et se dirige vers l'est. Elle atteint Elgin et bifurque vers le nord-est. Elle est parallèle à l'I-44 et passe par Fletcher, Cyril et Cement. Elle rencontre la US 81 et la rejoint vers le nord. La route entre à Chickasha et la US 277 retrouve la US 62 qu'elle rejoint pour un multiplex vers l'est et le nord-est. Les routes restent en multiplex jusqu'au terminus nord de la US 277 à la jonction avec l'I-44 près de Newcastle, au sud d'Oklahoma City.

## Intersections majeures
Texas
 US 83 à Carrizo Springs
 US 57 à Eagle Pass. Les routes forment un multiplex dans la ville.
 US 377 à Del Rio. Les routes forment un multiplex jusqu'au nord de Del Rio.
 US 90 à Del Rio
 I-10 à Sonora
 US 190 à Eldorado. Les routes forment un multiplex dans la ville.
 US 87 à San Angelo. Les routes forment un multiplex dans la ville.
 US 67 à San Angelo. Les routes forment un multiplex dans la ville.
 US 83 / US 84 à Abilene. La US 83 / US 277 forment un multiplex jusqu'à Anson. La US 84 / US 277 forment un multiplex dans la ville.
 I-20 à Abilene
 US 180 à Anson
 US 380 à Haskell
 US 183 / US 283 près de Seymour. Les routes forment un multiplex jusqu'à Mabelle.
 US 82 à Seymour. Les routes forment un multiplex jusqu'à Wichita Falls.
 US 281 / US 287 à Wichita Falls. La US 277 / US 281 forment un multiplex jusqu'à l'ouest d'Elgin, OK. La US 277 / US 287 forment un multiplex dans la ville.
 I-44 à Wichita Falls. Les routes forment un multiplex jusqu'à Randlett, OK.
Oklahoma
 US 70 à Randlett. Les routes forment un multiplex dans la ville.
 I-44 près de Walters
 I-44 près de Geronimo. Les routes forment un multiplex jusqu'au nord de Lawton.
 US 62 à Lawton. Les routes forment un multiplex jusqu'à l'ouest d'Elgin.
 I-44 à Elgin
 US 81 à Chickasha. Les routes forment un multiplex dans la ville.
 US 62 à Chickasha. Les routes forment un multiplex jusqu'à Newcastle.
 I-44 à Newcastle